# Малин (село)
Ма́лин — село в Україні, у Острожецькій сільській громаді Дубенського району Рівненської області. 

Населення становить 417 осіб.

## Географія
Село розташоване на лівому березі річки Осинище.

## Історія
Похідним до назви села є слово «малий». У давні часи поселення було невеличким, згодом розрослось, та назва так і залишилась «Малин».
Перші згадки про село Малин датовані 1444 роком таким записом: «…староста Луцкий… Малинский…». Від 1545 року село належало панам Михайлу та Соколу Єловичам. Згадується воно і в грамоті польського короля Казиміра.
За свідченням акту від 1566 року, зафіксована скарга пана Івана Борзобагатого про пограбування, нанесення побоїв та заключения в тюрму його слуги у Малині господарським маршалком Михайлом Малинським.
Відповідно до записів 1620 р. село належало Миколі Малинському.
В духовному заповіті Данила Братковського від 13 листопада 1720 року теж згадується Малин. Братковський розподіляє майно між дітьми, наказуючи винагородити селянина із Певжі, якого колись образив у Малині.
У 1857 році за кошти прихожан зведена церква і освячена на честь Святого Миколая Чудотворця. Першим священиком був Олександр Львович.
У 1860 році поміщик Слівінський запросив в село чехів аби продати їм свої землі. Переселенці утворили цілу Малинську колонію, яку назвали Чеський Малин.
У 1898 році збудовано цегельню, керівником якої був Алоїз Мендлік.
У 1906 році до Малина прибула родина Алоїза Мартіновского, який побудував вальцевий млин. В селі працювали приватні магазини, пивний шинок, столярні, кузні, бригада мулярів, шевці. Була відкрита бібліотека, два танцювальні зали та створений аматорський драмгурток.
У 1906 році село Малинської волості Дубенського повіту Волинської губернії. Відстань від повітового міста 34 верст. Дворів 68, мешканців 550.
Під час Першої світової війни територія села лише на декілька тижнів (серпень-вересень) перейшла під контроль Австро-Угорщини.
7 (20) листопада 1917 року, відповідно до Третього Універсалу Української Центральної Ради, увійшло до складу Української Народної Республіки.
Під час Визвольних змагань 1918—1921 років влада у селі змінювалась кілька разів.
Після Ризького мирного договору від 18 березня 1921 року село, як і вся Волинь, відійшло до Польщі.
У 1927 році в селі заснована родинну школу, у якій викладали сестри Кієлчевські.
У 1937 році в селі працювали пошта і телеграф, діяла добровільна пожежна дружина.

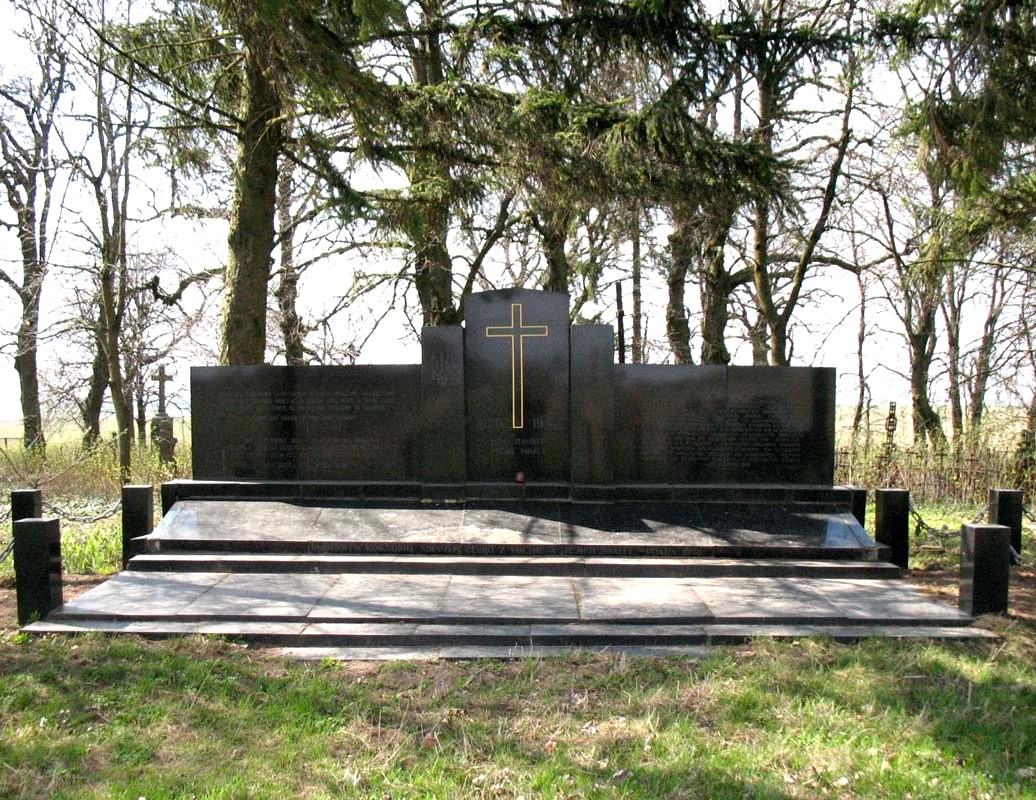
Братська могила 374-х загиблизх чехів в роки війни, с. Малин

19 вересня 1939 року о 9 годині вечора в село ввійшли червоноармійці. З 27 червня 1941 року по 8 лютого 1944 року Малин знаходився в німецькій окупації. За період окупації на примусові роботи до Німеччини було вивезено 60 жителів села.
В історії України село Малин позначене великою чесько-українською трагедією.  [Архівовано 22 грудня 2015 у Wayback Machine.] 13 липня 1943 року у церкві, клунях, стодолах, школі, будинках було спалено 532 мирних жителів (374 чехи, 132 українці та 26 поляків)  [Архівовано 1 лютого 2021 у Wayback Machine.], а разом із жителями сусідніх сіл в братській могилі поховано 800 осіб.
Злочинну акцію проводили німці, але за свідоцтвом очевидців деякі солдати говорили польською, українською, російською а навіть чеською мовами. Їх супроводжували озброєні цивільні особи а також члени шуцманшафт польської національності. 
За іншими даними 13 липня 1943 року було заживо спалено понад 650 чехів і майже 200 українців. Каральну акцію під керівництвом німців проводила польська поліція.
Вранці 13 липня 1943 року села Чеський Малин та сусідній український Малин були окуповані німецькими військами. Все населення Чеського Малина було вигнано на вулиці, де літні люди, жінки та діти були відокремлені від чоловіків. Групами людей везли в український Маліин, звідки вже йшла стрілянина. Деякі молоді чоловіки були змушені виганяти з села награбовану худобу та виносити викрадене майно. В українському Малині німці загнали всіх чоловіків та деяких жінок групами до церкви, шкіл та інших будівель, які були затоплені та підпалені. Всіх, хто намагався втекти або вистрибнути з вікон, розстрілювали кулемети та інша зброя. Більшість старих чоловіків, жінок та дітей групами вивезли до Чеського Малина, де командуючі сказали, що їх звільнять. Натомість їх загнали у комори та спалили. Поступово німці підпалювали інші будівлі в селі. Врятовано лише кількох людей, які не були в селі або яких змусили грабувати худобу та нести викрадене майно. Село горіло тиждень, останки знайдених людей були поховані у спільній могилі на кладовищі в Чеському Малині.
В 1947 році чехи, які ще проживали у селі, емігрували на історичну батьківщину.
Перший колгосп в селі було організовано ще 19 березня 1941 року. Він мав назву «Нове життя». В 50-60 рр. в селі діяла машинно-тракторна станція (МТС), яка обслуговувала як місцевий колгосп, так і колгоспи у навколишніх селах.

У 70-х роках колгосп у селі мав назву «Маяк». Головою колгоспу був Страховий П. Г..

З 1996 року проводилась реорганізація колгоспу, а землі розпаювали. 

Влітку 2005 року проведена газифікація села.
12 червня 2020 року, відповідно до розпорядження Кабінету Міністрів України № 722-р від «Про визначення адміністративних центрів та затвердження територій територіальних громад Рівненської області», увійшло до складу Острожецької сільської громади.
19 липня 2020 року, в результаті адміністративно-територіальної реформи та ліквідації Млинівського району, село увійшло до складу Дубенського району.

## Населення

### Мова
Розподіл населення за рідною мовою за даними перепису 2001 року:
| Мова       | Кількість | Відсоток |
| ---------- | --------- | -------- |
| українська | 415       | 99.52%   |
| російська  | 2         | 0.48%    |
| Усього     | 417       | 100%     |

## Органи влади
До 2016 - адміністративний центр Малинська сільська рада. У підпорядкуванні села: Малин, Підгай. 

Сільський голова: Левицька Тетяна Сергіївна (2015 рік)

## Підприємства
Сільськогогосподарське ТзОВ «ІДНА» [Архівовано 19 квітня 2015 у Wayback Machine.]

## Освіта
Малинська загальноосвітня школа І-ІІ ступенів

## Культура
- Клуб села Малин
- Публічно-шкільна бібліотека села Малин
- Меморіальний комплекс «Малинська трагедія»

## Медицина
Фельдшерсько-акушерський пункт села Малин

## Релігія
Свято — Миколаївська церква Української православної церкви Київського патріархату

## Уродженці села
- Мостович Олена  — референт УЧХ Крайового проводу ОУН Північно-західних українських земель, лицар Золотого хреста заслуги УПА та Срібного хреста заслуги УПА.
- Комісарук (Яковчук) Євгенія Сергіївна [Архівовано 2 квітня 2015 у Wayback Machine.] — письменниця, поетеса. Проживає в м. Дубно.
- Морозенко (Воробей) Марія Миколаївна — українська поетеса, член Національної спілки письменників України. Проживає в м. Київ.